# Сбитов, Павел Олегович
Павел Олегович Сбитов (укр. Павло Олегович Сбитов; 22 октября 1994, Березец, Львовская область — 12 марта 2022, Волноваха, Донецкая область) — майор Вооружённых сил Украины, участник российско-украинской войны. Герой Украины (2022 год, посмертно). Погиб под Волновахой.

## Биография
Родился 22 октября 1994 года в селе Березец Львовской области.
Учился в Березецкой школе (2009). Окончил Львовский государственный лицей с усиленной военно-физической подготовкой имени Героев Крут (2012), факультет боевого применения войск Национальной академии сухопутных войск имени Петра Сагайдачного. После завершения учёбы направлен в 503-й отдельный батальон морской пехоты (в 2017 году стал его командиром), с которым отправился на передовую.
В 2019 году вместе со своим батальоном принял участие в многонациональных военных учениях «Agile Spirit 2019» («Ловкий дух 2019») в Грузии, где был награждён как один из лучших военнослужащих. Рота, которой командовал Павел Сбитов, победила в конкурсе на лучшее однотипное подразделение ВС Украины 2019 года.
Погиб 12 марта 2022 в боях под селом Евгеновка вблизи города Волноваха в ходе вторжения России на Украину. 17 марта 2022 года похоронен в родном селе Березец.

## Награды
- Звание «Герой Украины» с присвоением ордена «Золотая Звезда» (16 марта 2022, посмертно) — за личное мужество и героизм, проявленные в защите государственного суверенитета и территориальной целостности Украины, верность военной присяге[7].
- Орден «За мужество» III степени (2018) — за личное мужество, проявленное в защите государственного суверенитета и территориальной целостности Украины, образцовое исполнение воинского долга и Дня морской пехоты Украины[8].